# Рабинджан

Рабинджан (узб. Rabınjan) — исчезнувший согдийский город, находившийся на территории современной Самаркандской области Узбекистана. Ныне сохранилось городище Рабинджан (Арбинджан).

## История
Рабинджан был основан в древности.
В раннее средневековье Рабинджан упоминается в числе городов Согда. В период борьбы согдийцев и тюркских отрядов с арабами здесь был казнен согдийский князь Деваштич.
Исчезнувший город Рабинджана упоминается географом Ибн Хордадбехом в IX веке, Он был крупным очагом древней культуры. Население Рабинджана — богатого города, занималось земледелием, скотоводством, а также обработкой изделий из меди, бронзы и золота.
Город погиб в результате междоусобиц в XII веке.